# Ruscus microglossus
Ruscus microglossus är en sparrisväxtart som beskrevs av Antonio Bertoloni. Ruscus microglossus ingår i släktet Ruscus och familjen sparrisväxter. Inga underarter finns listade i Catalogue of Life.

## Bildgalleri

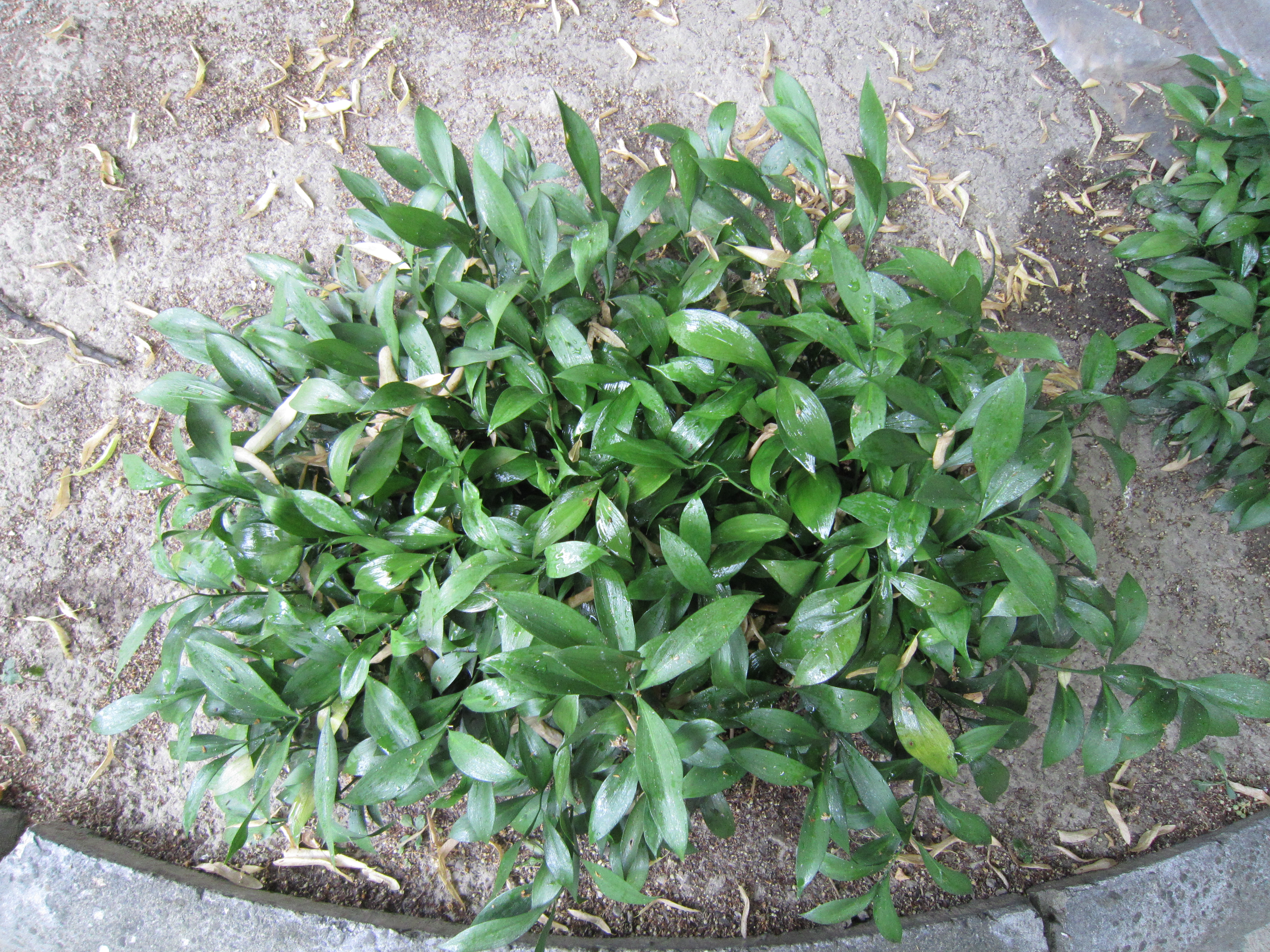